# Década de 1260
Séculos: Século XII - Século XIII - Século XIV
Décadas: 1230 1240 1250 - 1260 - 1270 1280 1290
Anos: 1260 - 1261 - 1262 - 1263 - 1264 - 1265 - 1266 - 1267 - 1268 - 1269